# Élections législatives de 1946 dans la Mayenne
Les élections législatives françaises de 1946 se tiennent le 10 novembre. Ce sont les premières élections législatives de la Quatrième république, après l'adoption lors du référendum du 13 octobre d'une nouvelle constitution.

## Mode de scrutin
L'Assemblée nationale est composée de 618 sièges pourvus au scrutin proportionnel plurinominal suivant la règle de la plus forte moyenne dans le cadre départemental, sans panachage. 
Le vote préférentiel est admis, en inscrivant un numéro d'ordre en face du nom d'un, de plusieurs ou de tous les candidats de la liste. Mais l'ordre ne pourra être modifié que si au moins la moitié des suffrages portés sur la liste est numéroté. Dans les faits les modifications ne dépasseront jamais les 7%.
Dans le département de la Mayenne, trois députés sont à élire.

## Élus
| Député sortant                 | Parti | Parti | Député élu ou réélu            | Parti | Parti |
| ------------------------------ | ----- | ----- | ------------------------------ | ----- | ----- |
| Camille Lhuissier              |       | SFIO  | Camille Lhuissier              |       | SFIO  |
| Robert Buron                   |       | MRP   | Robert Buron                   |       | MRP   |
| François Pinçon                |       | MRP   | François Pinçon                |       | MRP   |
| Jean-Marie Bouvier O'Cottereau |       | PRL   | Jean-Marie Bouvier O'Cottereau |       | PRL   |

## Résultats

### Résultats à l'échelle du département
| Parti    | Parti    | Tête de liste                  | Résultats | Résultats | Sièges |  |
| Parti    | Parti    | Tête de liste                  | Voix      | %         | Sièges |  |
| -------- | -------- | ------------------------------ | --------- | --------- | ------ |  |
|          | MRP      | Robert Buron                   | 42 956    | 33,91     | 2      |  |
|          | PRL      | Jean-Marie Bouvier O'Cottereau | 30 480    | 24,06     | 1      |  |
|          | SFIO     | Camille Lhuissier              | 22 416    | 17,70     | 1      |  |
|          | UDSR     | Francis Le Basser              | 17 130    | 13,52     | -      |  |
|          | PCF      | Jean Primet                    | 11 557    | 9,12      | -      |  |
|          | RI       | Marie-Thérèse Jupin            | 2 121     | 1,68      | -      |  |
|          |          |                                |           |           |        |  |
| Inscrits | Inscrits | Inscrits                       | 158 340   | 100,00    | 4      |  |
| Votants  | Votants  | Votants                        | 131 195   | 82,86     |        |  |
| Exprimés | Exprimés | Exprimés                       | 126 660   | 96,54     |        |  |